# Gut Beringhof

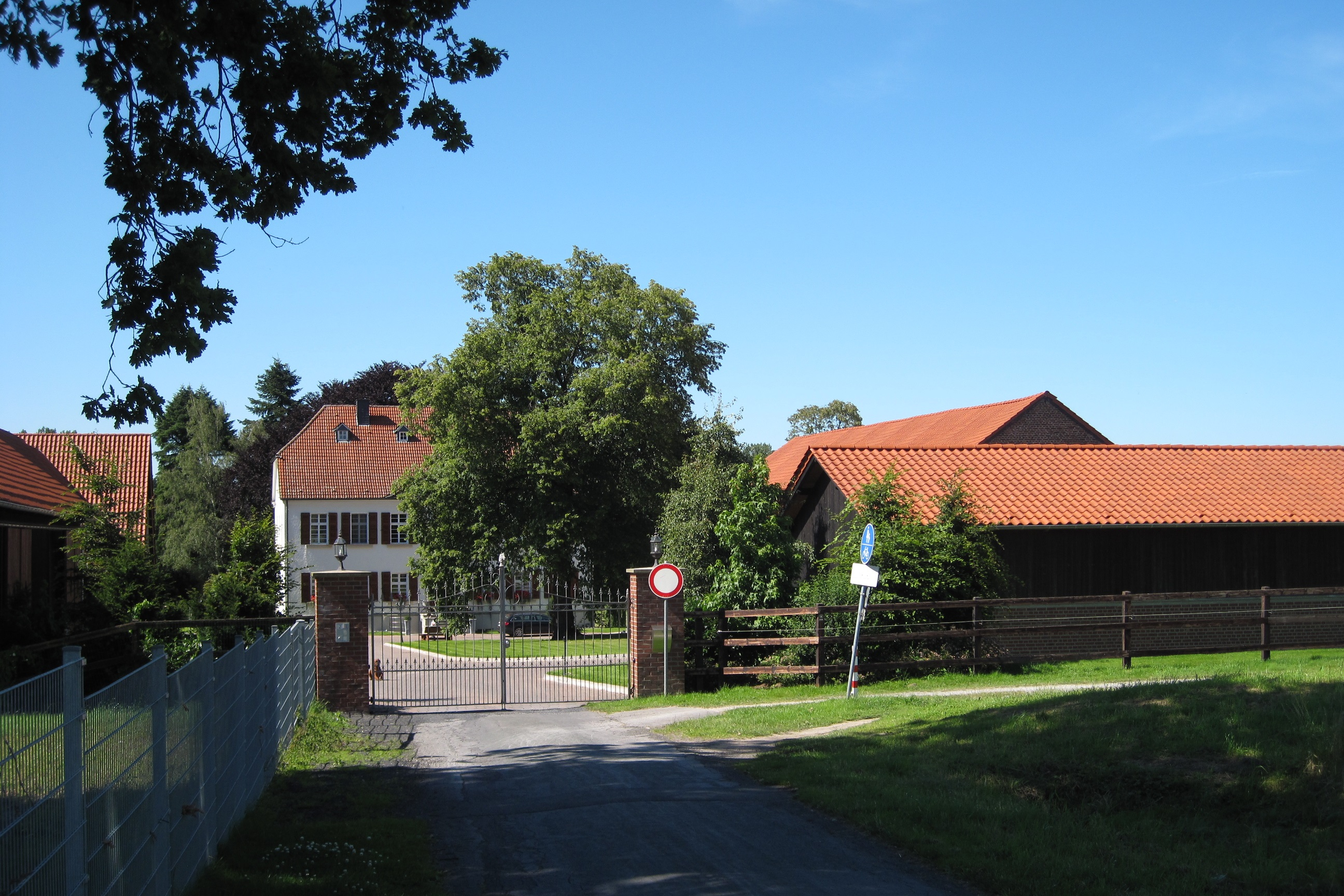
Gut Beringhof

Das Gut Beringhof ist eine denkmalgeschützte landwirtschaftliche Anlage Zum Beringhof 3, in Wimbern, einem Ortsteil der Gemeinde Wickede, im Kreis Soest (Nordrhein-Westfalen).

## Geschichte
Der in der Ruhraue gelegene Beringhof wurde 1185 erstmals urkundlich erwähnt. Somit ist er die erste schriftlich genannte Siedlungsstätte auf dem Gebiet von Wimbern. Er wurde im Mittelalter auch Beringthorpa genannt. Beringhof bedeutet Hof der Beringe, was Leute eines Ber, Bern, Bero (von Bär) bedeutet. Der alte Gutshof liegt unmittelbar an der alten Ruhr. Früher war er im Besitz der Familie Bering und ging dann später an die Familie von Boeselager über. Nach verschiedenen Pächtern, Leerständen und einem Motorradclub belebte die "Beringhofgemeinschaft" das Anwesen über mehrere Jahre mit ihrem alternativen Lebensstil. Die damaligen Besitzer Wolfhard von Boeselager, seine Tochter Ildikó und deren Ehemann Franziskus von Ketteler verkauften das Anwesen an die Unternehmer-Familie Müller. Eine umfassende Renovierung mit Neubauten für eine Pferdezucht, unter anderem eine 25 mal 60 Meter große Reithalle, wurde ab 2006 vorgenommen. Kathrin Müller, Tochter der Besitzerfamilie, ist eine bekannte Springreiterin, welche bereits für die deutsche Nationalmannschaft in Nationenpreisen zum Einsatz kam.